# Schliephackea
Schliephackea är ett släkte av bladmossor. Schliephackea ingår i familjen Dicranaceae.
Kladogram enligt Catalogue of Life:
| Schliephackea | \| \| Schliephackea meteorioides \| \| \| \| \| \| Schliephackea prostrata \| \| \| \| |
|               | \| \| Schliephackea meteorioides \| \| \| \| \| \| Schliephackea prostrata \| \| \| \| |
|               | Schliephackea meteorioides                                                             |
|               |                                                                                        |
|               | Schliephackea prostrata                                                                |
|               |                                                                                        |